# Sandersonia pomarańczowa

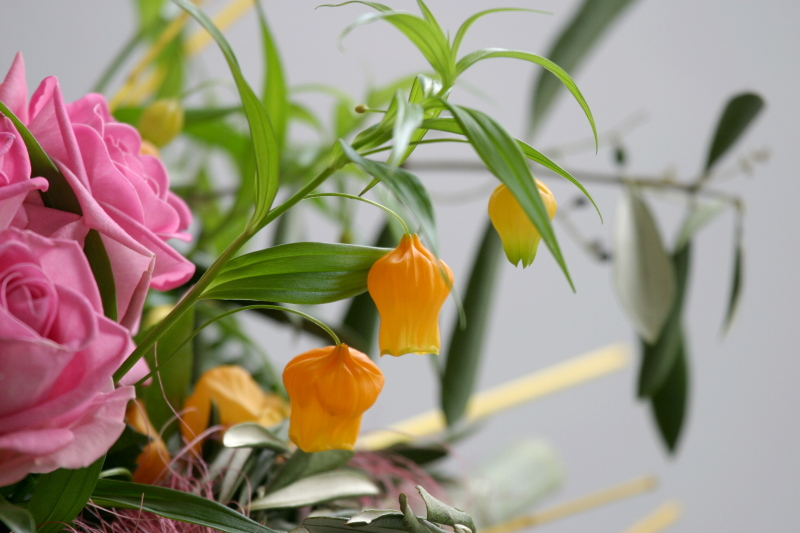
Kompozycja z kwiatami sandersonii pomarańczowej

Sandersonia pomarańczowa (Sandersonia aurantiaca Hook.) – gatunek ziemnopączkowych lub błotnopączkowych roślin zielnych z monotypowego rodzaju sandersonia z rodziny zimowitowatych, występujący we wschodniej Republice Południowej Afryki i Suazi, gdzie zasiedla wilgotne łąki na wysokości 600–2000 m n.p.m.. Rośliny zawierają od 0,8 do 1,1% kolchicyny w suchej masie.
Nazwa naukowa rodzaju została nadana na cześć Johna Sandersona, żyjącego w XIX wieku honorowego sekretarza Horticultural Society of Natal.

## Morfologia
PokrójRoślina zielna o wysokości do 75 cm.
ŁodygaKrucha bulwa pędowa w kształcie litery V, okryta tuniką. Pęd naziemny nierozgałęziony, wzniesiony do pnącego, wiotki.
LiścieLiście siedzące, lancetowate, przeważnie z wierzchołkowym wąsem czepnym, szmaragdowe.
KwiatyKwiaty zwisające, wyrastające na szypułkach z pachwin liści. Okwiat dzbankowato-dzwonkowaty (w kształcie chińskich lampionów lub czapki kucharza). Listki okwiatu pomarańczowe, zrośnięte, wierzchołkowo zwinięte na zewnątrz, osiągające długość 3,5 cm. Szyjka słupka wierzchołkowo rozwidlona na 3 wygięte końcówki.
OwoceJajowato-podługowate torebki. Nasiona kuliste, brodawkowate

## Systematyka i zmienność
Według Angiosperm Phylogeny Website (aktualizowany system APG IV z 2016) gatunek należy do monotypowego rodzaju sandersonia (Sandersonia), zaliczanego do rodziny zimowitowatych (Colchicaceae), która należy do rzędu liliowców (Liliales).
Typ nomenklatoryczny nie został wskazany.
Gatunek tworzy mieszańce z przedstawicielami rodzaju glorioza, np. Gloriosa modesta i glorioza wspaniała.

## Zastosowanie
Rośliny lecznicze
Rdzenna ludność Afryki stosuje tę roślinę u kobiet w ciąży do regulacji płci potomstwa.
Rośliny ozdobne
Sandersonia pomarańczowa, z uwagi na efektowne kwiaty, jest uprawiana jako roślina ogrodowa oraz na kwiat cięty. Kwiaty sandersonii są bardzo cenione w bukieciarstwie. Największym producentem sandersonii jest Nowa Zelandia, gdzie uprawia się ją na eksport w postaci materiału sadzeniowego (bulw) i kwiatów ciętych. Największymi importerami tych roślin są Holandia, Wielka Brytania, Kanada, Stany Zjednoczone, Hongkong, Singapur i Japonia. W roku 2003 w Holandii sprzedano około 1 miliona kwiatów ciętych o wartości niemal pół miliona Euro. W Nowej Zelandii w ostatnich latach wyhodowano dwa kultywary tego gatunku: 'Phoenix' (o pomarańczowych kwiatach) i 'Golden Lights' (o kwiatach złotożółtych). 

## Uprawa
Bulwy należy wysadzać wiosną na głębokości 10 cm, w odstępie 15 cm. Przed sadzeniem każdą V-kształtną bulwę należy podzielić na dwie, możliwie równe części. Rośliny wymagają podłoża lekkiego, przepuszczalnego, wzbogaconego w materię organiczną, o pH 5,5–6,5. Sandersonia preferuje stanowiska słoneczne; w dni upalne należy jednak chronić ją przed przegrzaniem, które powoduje wiotczenie pędów i zasychanie pąków. Rośliny należy systematyczne podlewać, nie dopuszczając do przesychania podłoża. Od trzeciego tygodnia wzrostu do zakwitnięcia zaleca się podawanie co 7 dni siarczanu amonu i nawozu wieloskładnikowego w stężeniu 0,1–0,2%. Sandersonia pomarańczowa nie jest mrozoodporna (strefy mrozoodporności 8–11). W Polsce bulwy należy wykopać z gruntu i zimować w piasku lub torfie, w temperaturze 10–12 °C. W przypadku uprawy doniczkowej po przekwitnięciu należy stopniowo zaprzestać podlewania i bez wykopywania bulw przechować pojemnik w suchym miejscu, w tej samej temperaturze.